# Zugot
Zugot (en hebreu: הזוגות) es refereix al període en el qual el lideratge espiritual del poble jueu va estar en mans de parells de grans rabins.

## Origen del Nom
En hebreu, el terme Zugot, indica el plural de dos objectes idèntics, (com en català, un parell de mitjons, o un parell de guants). Aquest nom va ser donat als successius parells de rabins, que van ser guies en la interpretació de la Llei jueva, en la seva generació. D'acord amb la tradició, un savi era el president (Nasí) del Sanedrí, i l'altre savi era el vicepresident o "El pare de la cort" (av beit din).
Específicament, aquest periòde, es refereix a cinc parells de savis, que van dirigir el gran Sanedrí (Beit Din HaGadol) des d'aproximadament l'any 150 AC, quan el segon estat de Judea va ser establert com a estat independent, fins a la fi del mandat com a Nasí de Hil·lel L'Ancià (aproximadament l'any 1 AC).
Després d'aquesta data, els càrrecs de president, i vicepresident del Sanedrí, es van mantenir, però no van ser parells (Zugot). Amb l'ascens d'estat jueu independent sota la dinastia dels Asmoneus, es va enfortir el rol dels tribunals rabínics, desplaçant les figures dels sacerdots del Temple de Jerusalem, cap als mestres de la llei, els rabins. El Summe Sacerdot (el Cohen Gadol) va passar de ser la màxima autoritat legal i espiritual, a esdevenir una figura que encapçalava els serveis del Temple, però que estava subordinada al gran Sanedrí. Aquesta institució va deixar d'existir, després de la destrucció del Segon Temple de Jerusalem, l'any 70 EC.

## Rerefons Històric
El títol de "Pare del tribunal" (Av beit din) existia abans del període dels Zugot. El seu propòsit era supervisar el Sanedrí. El càrrec de Nasí (president o príncep) va ser una nova institució, que es va iniciar durant aquest període. Durant la primera generació de Zugot, els jueus que recolzaven al sector grec d'Israel, van prendre el control sobre la institució del Cohen HaGadol, i van nomenar als seus simpatitzants per aquest càrrec. Això va portar als líders religiosos a triar un Nasí (Príncep), per oferir una alternativa, a la creixent corrupció de la casta sacerdotal. Aquesta va ser la base del posterior enfrontament entre Saduceus i Fariseus.

## Llista de Zugot
En el període dels Zugot, va haver-hi cinc parells de savis:
1. Joseph ben Joezer i Joseph ben Yohanan, durant les Guerres Macabees.
2. Joshua ben Perachiah i Nittai d'Arbela, durant el regnat de Joan Hircà I.
3. Judah ben Tabbai i Simeó ben Shetach, durant el regnat d'Alexandre Janeu.
4. Xemaya i Abtalió durant el regnat d'Hircà II.
5. Hil·lel i Xammai durant el regnat d'Herodes el Gran.